# Göynük, Kemer
Göynük là một thị trấn thuộc huyện Kemer, tỉnh Antalya, Thổ Nhĩ Kỳ. Dân số thời điểm năm 2011 là 6.232 người.